# Peggy Orenstein
Peggy Orenstein, född 22 november 1961 i Minneapolis, är en amerikansk författare, främst verksam som skribent runt sexualitet. Hon har författat de bästsäljande böckerna Girls & Sex, Cinderella Ate My Daughter och Waiting for Daisy. Sistnämnda är en självbiografi.

## Biografi
Orenstein föddes i en judisk familj i Minneapolis. Hon tog 1983 fil.kand-examen vid Oberlin College. Därefter inledde hon sig yrkeskarriär i New York, som medlem av redaktionen på tidningen Esquire.
Hon fungerade sedan som redaktör vid Manhattan, inc och deltog i grundandet av tidningen 7 Days New York, varefter hon flyttade till San Francisco och tog över som redaktionschef på Mother Jones. 1991 lämnade hon den posten för att sysselsätta sig på heltid som författare.

### Författarskap
1994 presenterade Orenstein Schoolgirls, med undertiteln "Young Women, Self-Esteem and the Confidence Gap" ('Skolflickor – unga kvinnor, självkänsla och självförtroendegapet'). I boken ställer hon frågan om hur det skulle känna sig att födas in i det motsatta könet, utifrån den verklighet där flickor som tonåringar förlorar sin tidigare självkänsla. Bakgrunden var 1991 års omfattande undersökning hos The American Association of University Women, som visade att flickor mellan nio och 15 års ålder generellt förlorade tron på sitt eget kunnande – särskilt i områden som matematik och vetenskap. Orenstein intervjuade därefter en mängd elever i middle school-ålderna (motsvarande svenskt högstadium) i olika delar av San Francisco-området, där hon hittade orsakerna bakom nedgången i en blandning av könskulturen i klassrummet, relationer inom och utanför familjen, liksom kulturella förväntningar.
Orenstein fortsatte sina undersökningar kring kvinnors sexualitet med 2001 års Flux: Women on Sex, Work, Kids, Love and Life in a Half-Changed World. Inför boken intervjuade hon över 200 kvinnor i 20-, 30- och 40-årsåldern, kvinnor vars liv endast delvis förändrats av de senaste decenniernas landvinningar för kvinnors liv i feminismens kölvatten. Många av de äldre kvinnor som Orenstein intervjuade arbetade på yrkespositioner som bara 30 år tidigare varit otänkbara för en kvinna. Men mer familjenära förhållanden hade inte förändrats lika mycket, vilket lett till ett allt svårare livspussel hos kvinnor som försökte utnyttja alla de nya möjligheterna och ändå var tvungna att dra ett stort lass runt hem och barn. Utvecklingen hade inte lett till lika förändrade roller för män, vilket lett till obalans.
Efter Waiting for Daisy (2007), en bok som kretsade kring Orensteins sex år långa kamp för att få barn, återkom hon till sitt favoritämne med 2012 års Cinderella Ate My Daughter ('Askungen åt upp min dotter'). I boken beskriver hon "prinsessfasen", den ibland nästan obligatoriska del av en ung flickas utveckling där hon lär sig krypa, gå och därefter tvunget vill bära något som glittrar och är i rosa. Orenstein tar upp Disneys roll, skönhetstävlingar för unga flickor och hur sjuåriga barn är övertygade om att valet av kläder avgör ens kön. Samtidigt beskriver hon hur prinsessfasen är just en fas, och hur flickan till slut – mestadels – växer ur den. Orenstein har även behandlat ämnet i en mängd andra texter, som 2018 samlades i essäsamlingen Don't Call Me Princess: Essays on Girls, Women, Sex, and Life.
Därefter har Orenstein arbetat med två böcker omkring kvinnors/flickors och mäns/pojkars sexliv. Den första av dem, 2016 års Girls & Sex, beskriver ett generationsgap mellan föräldrar och deras döttrar, där de förstnämnda inte har en aning om vad döttrarna sysslar med och deras känslor omkring detta. Orenstein tog här upp obekväma frågor som leder till ett antal problem – inte minst i ett USA med en omfattande sexualisering i massmediebruset och en ofta obefintlig sexualupplysning i skolorna. Ungdomar inleder ofta sexuella relationer utan djupare känslor, vilket ökar risken för övergrepp. Och föräldrarna, som själva aldrig fått någon egentlig sexualundervisning, fungerar sällan som någon bra samtalspartner eller rådgivare åt tonåringarna.
2020 kompletterade Orenstein diskussionen kring tonårssex med Boys & Sex , med undertiteln "Young Men on Hookups, Love, Porn, Consent, and Navigating the New Masculinity" ('Unga män om hookups, kärlek, porr, samtycke och navigerandet genom den nya manligheten'). Efter den föregående boken hade både Metoo och Donald Trump hänt, och Orenstein kände att en närmare blick på pojkarnas sexualitet var mer än nödvändig. Även här lade Orenstein grunden genom ett stort antal djupintervjuer med unga män/tonårspojkar och sociologisk forskning. I boken beskrivs "bro culture", hur en aggressiv manlighet fortfarande belönas i umgänget unga män/pojkar emellan och hur samtidskulturen inte alltid gynnar hälsosamma relationer.

### Övrigt skrivande
Peggy Orenstein är återkommande skribent för New York Times Magazine. Hon skriver även för publikationer som The Los Angeles Times, USA Today, Vogue, Elle, Discover Magazine, More, Mother Jones, Salon.com, O, The Oprah Magazine och The New Yorker. Hon har även bidragit som kulturell kommentator för All Things Considered på National Public Radio.

### Privatliv
Orenstein bor i San Francisco-området. Hennes make är Oscarsbelönade filmskaparen Steven Okazaki, och de har dottern Daisy Tomoko (född 23 juli 2003).

## Ideologi och tankar
Peggy Orensteins tankar och skrivande kretsar kring skillnaderna mellan mäns och kvinnors sexualitet. Efter att ha intervjuat 70 kvinnor och flickor mellan 15 och 20 års ålder, upptäckte hon att ungdomarna insåg att de förväntades att tillfredsställa sina sexualpartners, men att det inte förväntades att det hela skulle vara ömsesidigt. Orenstein menar att det bästa sättet att komma till rätta med dessa förväntningar är att föräldrar är mer öppna kring sexualitet med sina döttrar och att de lär dem att inte känna sig generade om det hela.
Hon pratar också om hur idén om sexuell promiskuitet för kvinnor är ett tveeggat svärd. En ung kvinna som vill ha sex kan ses som en slampa, men om hon inte vill ha sex kan hon beskrivas som pryd. Orenstein anser att dessa idéer nedvärderar den sexuella hälsan hos unga kvinnor, som uppmuntras att försöka balansera på gränsen mellan "slampa" och "pryd".
Orenstein menar också att tanken om sexuell promiskuitet nedvärderar lesbiska flickor. Hon menar att det vore bäst att bredda definitionen av "jungfruskap", så att den inkluderar olika typer av "jungfruskap" och inte nedvärderar dem som inte förlorat sitt "jungfruskap" enligt den traditionella betydelsen av ordet.

## Erkännande
Orenstein har i Columbia Journalism Review nämnts som en av de "40 kvinnorna som förändrat massmedielandskapet under de senaste 40 åren".
Hon har också erkänts av Council on Contemporary Families för sin "enastående belysning av olikheten i familjekonstellationer".

## Biografi (urval)
- Schoolgirls: Young Women, Self-Esteem and the Confidence Gap. New York: Random House, 1994. ISBN 9780385425766
- Flux: Women on Sex, Work, Kids, Love and Life in a Half-Changed World. New York : Anchor Books, 2001. ISBN 9780385498876
- Waiting for Daisy. New York: Bloomsbury, 2007. ISBN 9781596912106
- Cinderella Ate My Daughter. New York, NY : Harper, 2012. ISBN 9780061711534
- Girls & Sex. New York, NY: Harper, 2016. ISBN 9780062209740[11][14]
- Don't Call Me Princess: Essays on Girls, Women, Sex, and Life. Harper Paperbacks, 2018. ISBN 978-0-06-268890-3
- Boys & Sex: Young Men on Hookups, Love, Porn, Consent, and Navigating the New Masculinity, 2020. ISBN 978-0062666970